# Shuruk
| Shuruk |                        |
| וּ |                        |
| AFI | /uː/                   |
| Transliteración | u                      |
| Unicode | U+05BC U+05D5          |
| Ejemplo en Español | azúcar                 |
| Niquds semjantes al Shuruk | Daguesh, Mappiq, Holam |
| Muestra |                        |
| שׁוּרוּק |                        |
| La palabra shuruk ampliada, en su representación nativa. Sus dos Vavs con una especie de Daguesh en el centro (ʃūrūk), son el shuruk en sí. |                        |
| Otros Niquds |                        |
| Sheva·Hiriq·Zeire· Segol·Pataj·Kamatz· Holam·Daguesh· Mappiq·Shuruk·Kubutz· Rafe·Punto Sin/Shin                                             |                        |

El shuruk (en hebreo, שׁוּרוּק, transliterado en el AFI como [ʃuː.ˈʁuːk]), es un tipo de niqud hebreo (una vocal), compuesta por una letra Vav junto a una especie de Daguesh situada en el centro a su izquierda (וּ), que representa generalmente el sonido /uː/.
Se diferencia del kubutz ( ֻ ), en que la antedicha representa una u breve ([u], [ŭ]). Actualmente, este niqud se halla en uso habitual, sustituyendo al kubutz.

## Nombre y usos

### Nombre
Originalmente, se llamaba שׁוּרֶק, ʃū'rēq, y ha sido transformada a la nominación moderna, שׁוּרוּק, ʃū'rūq, ó ו׳ שרוקה, vav ʃ'ruqa(h). La primera denominación, Shureq, es hoy en día obsoleta.

### Su frecuencia de usos
Se usa para denotar el sonido de [u] al final de las palabras (en la última sílaba), y en el medio de ellas, principalmente en sílabas abiertas. Por ejemplo, חָתוּל, χa'tul (Gato), posee un shuruk al final de la palabra, anterior al Lamed, indicando que es una sílaba cerrada, y que por tanto ha de haber un notable acento en la [u]; por otro lado, תְּשׁוּבָה, təʃu'va (Respuesta), muestra el shuruk en medio, indicando que el acento se debe a que está situada sobre una sílaba abierta.
También se usa en aquellas palabras cuya raíz no es autóctona de Israel, y por tanto se tuvo que adaptar a su escritura. Por ejemplo, אוּנִיבֶרְסִיטָה, ʔūniyver'siyta(h) (Universidad).
Como Vav es originalmente una consonante, vuelto en un shuruk puede situarse al principio de las palabras, sin alguna otra consonante anterior. Por ejemplo, וּסְפָרִים,  ūsəfa'ʁim ('Y libros'), no comienza con una vocal anterior al shuruk.

#### En sus primeras apariciones
Al igual que con el Kubutz, su uso en la ediciones bíblicas antiguas también era arbitraria. Ahí, pues, era usual escribir un shuruk en sílabas cerradas, donde en realidad debería haber un kubutz.

## Pronunciación
Como se dijo en la Introducción, su pronunciación era como una u larga (/uː/, [ū]), diferenciado del kubutz en cuanto a su longitud de pronunciación (el Kubutz era uno breve), pero ahora es generelizado como una [u] en el alfabeto hebreo actual, carente de niquds.